# Inger, Minnesota
Inger är en ort i Itasca County, Minnesota, USA, belägen längs the Bowstring River som rinner genom Leech Lake reservatet. Folkmängden 1 juni 2015 var 213.
Ingers centrum bildas där Itasca County road 35 och 46 möts, med State Highway 46 är dragen alldeles i närheten. Inger ligger 35,4 km nordväst om Deer River.
På Ojibwe kallas samhället Chi-achaabaaning vilket betyder "Den stora bågsträngen" efter sitt läge vid floden med samma namn. Byn ligger i det som tidigare kommunen med samma namn men som numera förlorat sin kommunstatus. Namnet fick den numera nerlagda kommunen efter en av de första nybyggarna som kom till platsen. Mellan 1912 och 1955 fanns det ett postkontor på orten.